# Муравка (приток Ломовки)
Муравка — река в России, протекает по Нижнеломовскому району Пензенской области. Устье реки находится в 38 км от устья Ломовки по правому берегу. Длина реки составляет 20 км, площадь водосборного бассейна — 98,1 км².
Исток реки юго-западнее деревни Замуравские Выселки в 10 км к юго-востоку от села Верхний Ломов. Река течёт на северо-запад, протекает по западной окраине деревни Замуравские Выселки. Впадает в Ломовку в черте села Верхний Ломов. В межень большая часть течения пересыхает.

## Данные водного реестра
По данным государственного водного реестра России относится к Окскому бассейновому округу, водохозяйственный участок реки — Мокша от истока до водомерного поста города Темников, речной подбассейн реки — Мокша. Речной бассейн реки — Ока.
Код объекта в государственном водном реестре — 09010200112110000027117.